# Baie Twofold
 (décembre 2024).
Si vous disposez d'ouvrages ou d'articles de référence ou si vous connaissez des sites web de qualité traitant du thème abordé ici, merci de compléter l'article en donnant les références utiles à sa vérifiabilité et en les liant à la section « Notes et références ».
La baie Twofold (en anglais : Twofold Bay) est une baie située sur la côte sud de la Nouvelle-Galles du Sud, en Australie, à proximité de la frontière avec le Victoria.

## Géographie
La baie occupe environ 30 km2 sur la côte de la vallée de la Bega, à l'extrémité sud-est de la Nouvelle-Galles du Sud. Elle s'ouvre sur la mer de Tasman à l'est entre Worand Point au nord et Red Point au sud. Le port d'Eden est établi dans la baie ainsi que le lieu-dit de Boydtown à l'ouest de la baie, au sud de l'embouchure de la Nullica.

## Histoire
Les habitants d'origine de la région entourant Twople Bay étaient des membres des Premières Nations de la nation Yuin.
La baie a été nommée ainsi par George Bass, en raison de sa forme de deux anses, quand il y est passé lors de son voyage en baleinière vers le détroit de Bass en 1797-1798. La baie nord est appelée Calle Calle Bay tandis que le baie sud est connue comme Nullica Bay.
Elle est également célèbre pour les « Tueurs d'Eden », des orques qui ont aidé un groupe de chasseurs de baleines dans leur recherche d'autres baleines. Le plus connu d'entre eux était Old Tom dont le squelette est conservé au musée local d'Eden.

## Liens externes

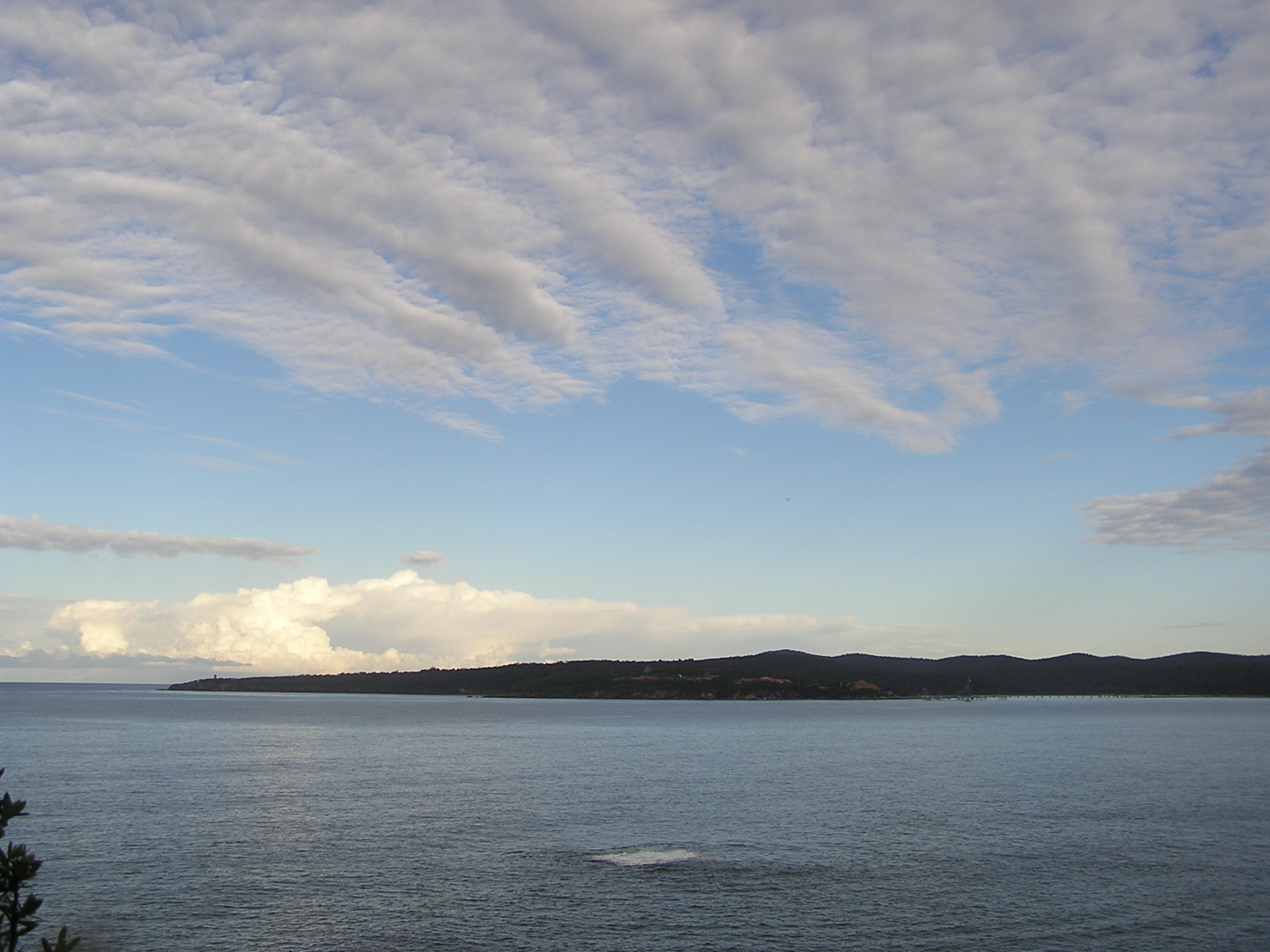
La baie vue d'Eden.

## Référence
1. ↑  (en) « Elvis - Place Names - Foundation Spatial Data », sur placenames.fsdf.org.au (consulté le 22 juin 2025)
2. ↑  P. S Roy, R. J Williams, A. R Jones et I Yassini, « Structure and Function of South-east Australian Estuaries », Estuarine, Coastal and Shelf Science, vol. 53, no 3,‎ 1er septembre 2001, p. 351–384 (ISSN 0272-7714, DOI 10.1006/ecss.2001.0796, lire en ligne, consulté le 22 juin 2025)
3. ↑  (en) Blaxell, Gregory, Twofold Bay and Eden, Australie, 2008), p. 28.
4. 1 2  (en) Wellings, H. P., Eden and Twofold Bay: Discovery, Early History and Points of Interest 1797-1965, Australie, N.P., (Bega News Print), n.d (c. 1965)., 1996, 48 p. (ISBN 0-646-29410-5)